# Julius Hirsch
Julius Hirsch, född 1882, död 1961, var en tysk-amerikansk nationalekonom.
Hirsch var ursprungligen köpman, blev professor i Köln 1917, var statssekreterare i Reichwirtschaftministerium 1919-23 och från 1925 professor i Berlin. Hirsch utgav bland annat Der moderne Handel (1918, 2:a upplagan 1925) och Neues Werden in der menschlichen Wirtschaft (1927).